# Per-Håkan Ohlsson
Per-Håkan Samuel Ohlsson, född 19 maj 1916 i Lund, död där 28 september 2014, var en svensk boktryckare och kommunalpolitiker (moderat). Han var son till boktryckaren Håkan Theodor Ohlsson (1871-1949), som 1943 förvärvade Berlingska boktryckeriet i Lund. Ohlsson tog 1934 studentexamen vid Katedralsskolan i Lund. 1943 blev Ohlsson verkställande direktör i Berlingska boktryckeri- o stilgjuteri AB och 1947 i Håkan Ohlssons boktryckeri. Efter faderns död tog Per-Håkan helt över ledningen av företaget, där hovgrafikern Karl-Erik Forsberg på 1950-talet utvecklade det sedermera internationellt spridda typsnittet Berling antikva.
Ohlsson till hörde Lunds stadsfullmäktige 1944–1970, var verkställande ledamot i Svenska prästerskapets understödsförening 1949–1995, ledamot av drätselkammaren i Lund 1953–1970, av kommunfullmäktige 1971–1985, ordförande 1979–1985 (andre vice ordförande 1971–1973), av kommunstyrelsen i Lund 1974–1985, ordförande i polisnämnden 1958–1964, i byggnadsnämnden 1964–1970, biblioteksstyrelsen 1971–1979, polisstyrelsen 1980–1982, styrelseledamot i Svenska boktryckareföreningen 1952–1977, Akademiska Föreningen i Lund 1954–1982, stiftelsen Akademiska Föreningens bostäder 1983–1991, Sveriges tryckeriers arbetsgivareförbund 1955–1969, Grafiska arbetsgivareförbundet 1970–1977, Kulturhistoriska föreningen för södra Sverige 1970–1991, Sydkraft AB 1976–1988, vice ordförande i Boktryckarekammaren 1962–1979 och ordförande i Tryckerikammaren 1979–1981.. 
Som ordförande i de Ohlssonska stiftelserna medverkade Per-Håkan Ohlsson till omfattande stöd åt kulturlivet i Lund och åt verksamheten vid Lunds universitet, där han blev filosofie hedersdoktor 2012.